# 肖特維爾 (阿拉巴馬州)
肖特維爾（英語：Shorterville）是一個位於美國阿拉巴馬州亨利縣的非建制地區。該地的面積和人口皆未知。

## 地理
肖特維爾的座標為31°34′13″N 85°06′05″W / 31.57027°N 85.10138°W，而該地的平均海拔高度為130米（即420英尺）。